# 順騰國際控股
順騰國際（控股）有限公司（簡稱順騰國際控股，港交所：0932），為香港一間藥妝公司。公司主要業務為在香港和中國內地經營中成藥、保健產品、中醫診所的品牌御藥堂。
公司前身為陳恩德父親及妹妹在2002年成立的御藥堂集團控股有限公司（英語：RM Group Holdings Limited）。直至2003年沙士事件，陳恩德加入公司，代理板藍根令公司規模擴大。
股份在2013年10月11日於港交所創業板上市，當時代碼為8185.HK，配售價為1.07港元，配售129,600,000股，集資額為1.4億港元。而在上市首天，收盤報2.79港元，較招股價漲幅1.6倍。直至2015年11月20日轉往主板上市。
代言人為陳豪、米雪及苗僑偉。

## 連結
- royalmedic.com.hk （页面存档备份，存于）
- shunten.com.hk （页面存档备份，存于）